# Palio (indumentaria religiosa)

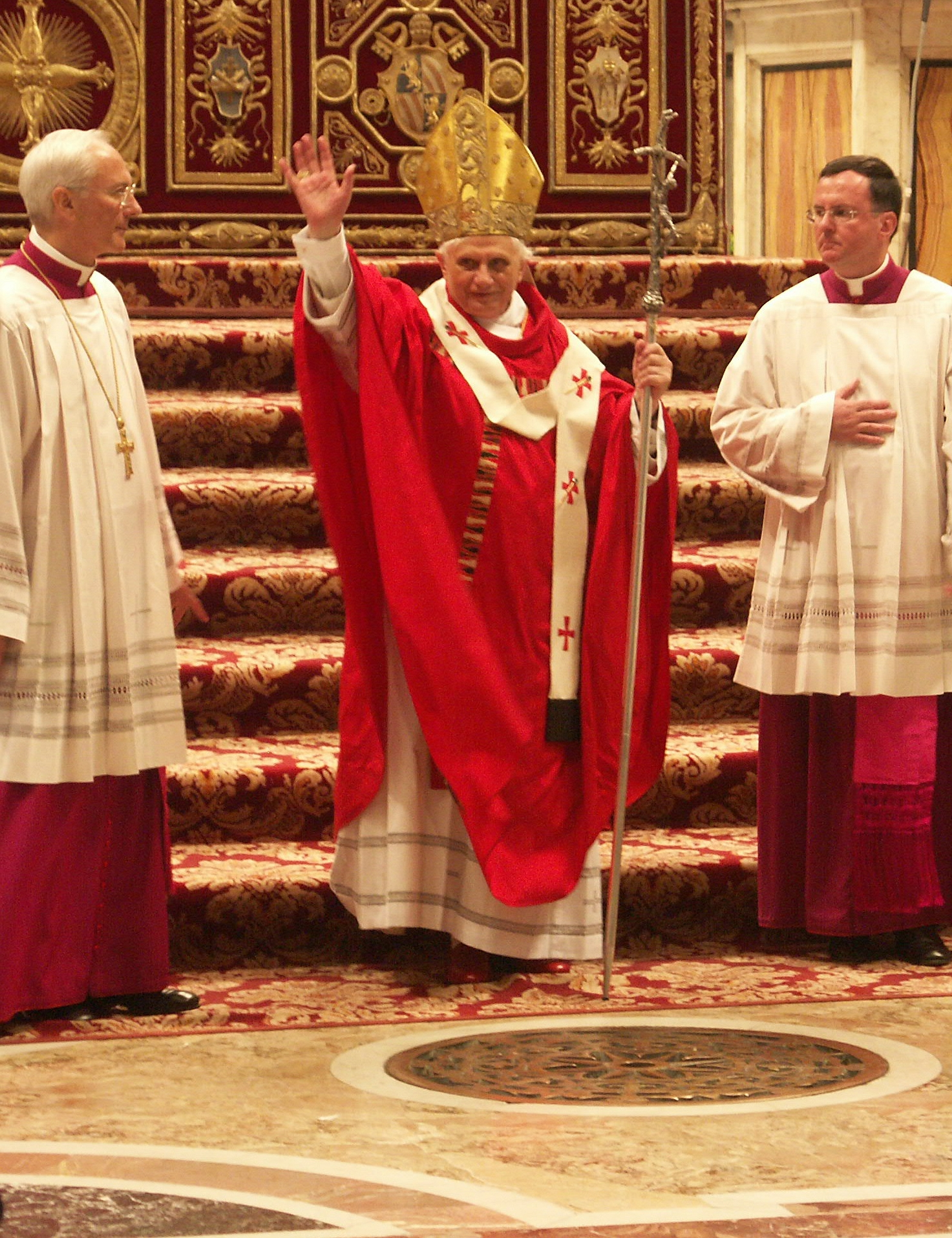
Benedicto XVI luciendo un palio.

El palio (derivado del pallium o palla y con la manta) es un ornamento del papa y de los metropolitanos en la Misa pontifical. Tiene la forma de una faja circular que carga sobre los hombros y de la cual penden ante el pecho y en la espalda dos tiras rectangulares, todo de lana blanca, destacándose de ella seis o cinco cruces de seda de color negro o rojo. Suele adornarse con tres clavos metálicos, que recuerdan los clavos de la Pasión. Al principio, el palio consistía en una pieza de vestidura que se replegaba a manera de banda, pero mucho después, a partir del siglo VI, tomó la forma de cinta, y desde el IX al X se le dio una forma casi idéntica a la actual, con las seis cruces negras a partir del siglo XV. 

## Origen y significado
Entre las variadas opiniones que se han mantenido sobre su origen, parece la más razonable la que supone que se trata de una imitación del omophorion griego, ornamento que desde principios del siglo V llevaban los obispos de Oriente como emblema de su dignidad y oficio pastoral, simbolizando la oveja que va sobre los hombros del Buen Pastor. En Occidente, fue ornamento propio del sumo pontífice desde el siglo V y, por concesiones particulares desde el siglo VI, llegó a ser de uso ordinario para los arzobispos a partir del IX. Se coloca sobre los hombros del sumo pontífice y de los arzobispos como símbolo del pastoreo y recordatorio de que deben cargar con las ovejas como el pastor lo hizo en la parábola de la oveja perdida.
Así lo recordó Benedicto XVI, en la misa de inicio de su ministerio petrino, al asociar la imposición del palio con la invitación de llevarnos unos a otros sobre los hombros:

La parábola de la oveja perdida, que el pastor busca en el desierto, fue para los padres de la Iglesia una imagen del misterio de Cristo y de la Iglesia. La humanidad —todos nosotros— es la oveja descarriada en el desierto que ya no puede encontrar la senda. El Hijo de Dios […] la pone sobre sus hombros, carga con nuestra humanidad, nos lleva a nosotros mismos, pues Él es el Buen Pastor, que ofrece su vida por las ovejas. El palio indica primeramente que Cristo nos lleva a todos nosotros. Pero, al mismo tiempo, nos invita a llevarnos unos a otros.
Benedicto XVI

## Material y forma

Forma de un palio.

El palio se confecciona con lana de corderitos bendecidos por el papa en la fiesta de Santa Inés (21 de enero) en una capilla del Palacio Apostólico. El emblema de Santa Inés es un cordero, por la similitud de su nombre (en latín Agnes) con la palabra cordero (en latín agnus). En esa ocasión le presentan al papa dos corderos adornados uno con flores blancas (simbolizando la virginidad de Santa Inés) y el otro con flores rojas (simbolizando su martirio). Luego, los corderos son llevados a la Basílica de Santa Inés, en la Via Nomentana de Roma, donde está enterrada la santa, y son criados por los padres trapenses de la Abadía de las Tres Fuentes. Los palios son confeccionados posteriormente por las monjas benedictinas de Santa Cecilia con la lana recién esquilada. Luego se los coloca en un cofre sobre la tumba de San Pedro en la basílica de San Pedro de la Ciudad del Vaticano, y en la Misa de la fiesta de San Pedro y San Pablo (29 de junio) son bendecidos y entregados solemnemente por el papa a los nuevos arzobispos nombrados durante el año. No obstante, cuando el papa no puede hacer él mismo la entrega del palio, le corresponde la entrega al cardenal protodiácono, el mismo que anuncia Urbi et Orbi (a la Ciudad y al Mundo) la elección de un nuevo papa.
El papa Benedicto XVI utilizó, desde el inicio de su pontificado hasta la fiesta de San Pedro y San Pablo del año 2008, un palio muy similar a los que se usaban antes del siglo X, con cinco cruces rojas que recuerdan las cinco llagas de Cristo. Sin embargo, debido a la incomodidad que constituía su uso para la función litúrgica, a instancias del nuevo maestro de ceremonias pontificias, Mons. Guido Marini, el papa cambió a la forma de palio "redondo" que se ha utilizado en Occidente los últimos siglos, más pequeño, pero a diferencia del de los arzobispos, este lleva cinco cruces rojas al igual que el Palio que usó desde el comienzo.
Tras usar la segunda versión del palio de Benedicto XVI  por más de un año, el papa Francisco lo descontinuó y regreso al palio más tradicional usado por los predecesores recientes de Benedicto XVI.
En enero de 2015, el papa Francisco anunció que a partir de la imposición prevista para ese año, esta ya no se haría en Roma directamente por el papa, sino que sería enviado para ser impuesto por el nuncio apostólico correspondiente, siendo los palios bendecidos con anterioridad por el sumo pontífice. El papa León XIV el 29 de junio de 2025 impuso personalmente el palio a 39 arzobispos en el Vaticano, revirtiendo la decisión del papa Francisco.
Además, y de acuerdo al Diccionario de la Real Academia Española de la Lengua, en su primera acepción, palio hace referencia al dosel de forma rectangular de ricas telas, a menudo ostentosamente bordados, que se coloca sobre cuatro o más varales y en actos religiosos para cubrir al sacerdote que porta el Santísimo Sacramento, a una imagen venerada (usual en procesiones) o personalidades como el Santo Padre o los monarcas católicos, como los reyes de España. Por analogía en el cargo, también se empleó con el dictador español Francisco Franco.